# Rhynchoserica rostrata
Rhynchoserica rostrata är en skalbaggsart som beskrevs av Louis Burgeon 1942. Rhynchoserica rostrata ingår i släktet Rhynchoserica och familjen Melolonthidae. Inga underarter finns listade i Catalogue of Life.